# Hoplostethus ravurictus
Hoplostethus ravurictus is een straalvinnige vissensoort uit de familie van de zaagbuikvissen (Trachichthyidae). De wetenschappelijke naam van de soort is voor het eerst geldig gepubliceerd in 2008 door Gomon.